# スリースター・クラブ
スリースター・クラブ（ネパール語: थ्रिस्टार क्लब, 英語: Three Star Club）は、1974年 に創設されたネパールのラリトプルをホームタウンとするサッカークラブ。

## 歴史
B.S.2031年（A.D.1974年）、スリースター・クラブはパタン・ダルバール広場の若者グループ、マンガル・バザールによって創設された。創設以来、多くの活動を行ってきたが、特にネパールの主要なサッカークラブの一つとして知られている。クラブはDディヴィジョンリーグ（4部）から始めたが、B.S.2039年にAディヴィジョンリーグ（1部）に昇格した。
1997年（B.S.2054年）、Aディヴィジョンリーグ初優勝を果たした。

## タイトル
- マーティアズメモリアルAディヴィジョンリーグ 優勝 (4) : 1997, 1998, 2004, 2012-13

## AFC主催大会成績
| 年度      | 大会                  | ラウンド                    | 対戦クラブ                     | ホーム    | アウェー  | 合計        |
| --------- | --------------------- | --------------------------- | ------------------------------ | --------- | --------- | ----------- |
| 1998-99   | アジアクラブ選手権    | 1回戦                       | BECテロ・サーサナFC            | n/p1      | 1-6       | 1-6         |
| 1999-2000 | アジアクラブ選手権    | 1回戦                       | クラブ・バレンシア             |           |           | w/o2        |
| 2005      | AFCプレジデンツカップ | グループA                   | 台湾電力足球隊                 | 1-1       | 1-1       | 2位通過     |
| 2005      | AFCプレジデンツカップ | グループA                   | トランスポート・ユナイテッドFC | 2-1       | 2-1       | 2位通過     |
| 2005      | AFCプレジデンツカップ | グループA                   | レガール・タダズ               | 0-0       | 0-0       | 2位通過     |
| 2005      | AFCプレジデンツカップ | 準決勝                      | FCドルドイ・ディナモ・ナルイン | 0-0 (aet) | 0-0 (aet) | 0-0 (3-4 p) |
| 2013      | AFCプレジデンツカップ | グループステージ・グループA | アバハニ・リミテッド・ダッカ   | 1-1       | 1-1       | 1位通過     |
| 2013      | AFCプレジデンツカップ | グループステージ・グループA | エルチム                       | 2-0       | 2-0       | 1位通過     |
| 2013      | AFCプレジデンツカップ | グループステージ・グループA | 台湾電力足球隊                 | 2-2       | 2-2       | 1位通過     |
| 2013      | AFCプレジデンツカップ | 決勝ステージ・グループA     | FCバルカン                     | 0-6       | 0-6       | 3位敗退     |
| 2013      | AFCプレジデンツカップ | 決勝ステージ・グループA     | エルチム                       | 1-1       | 1-1       | 3位敗退     |

1 両チームの合意により、第2戦は実施されなかった。

2 ネパールはアジアクラブ選手権1999-2000にチームを派遣しなかった。